# Nemanjić-dinasztia

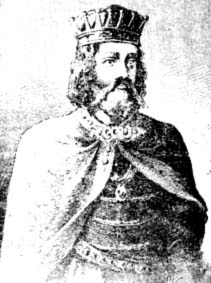
István Nemanja a Nemanjić-dinasztia és Szerbia alapítója

A Nemanjićok (magyar kiejtéssel: Nemanyityok; szerbül: Nemanjići/Немањићи vagy Dinastija Nemanjića/Династија Немањића) egy középkori királyi dinasztia, mely a leghosszabb ideig ült Szerbia trónján. A dinasztia István Nemanja (Stefan Nemanja/Стефан Немања) szerb uralkodóról kapta a nevét, aki (férfiágon) a Vukanović, és (női ágon) a Vojislavljević szerb uralkodócsaládokkal állt rokonságban. Összesen tizenegy Nemanjić uralkodott, a trónt pedig a Lazarević, majd a Branković család örökölte egészen XVI. század első feléig, az ország török uralom alá kerüléséig.

## Címerük

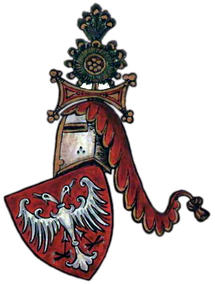
A Nemanjić-dinasztia címere

A Nemanjić címerben egy kétfejű ezüstszínű sas található vörös alapon. Ezt a jelet a bizánci Paleolog uralkodó dinasztiától vették át. Szimbólumuk a jelenlegi szerb címerben megtalálható. (Lásd: Szerbia címere)

## A dinasztia tagjai
A tizenegy Nemanjić uralkodó:
- Nemanja István szerb nagyzsupán 1166–1196 (szerbül: veliki župan Stefan Nemanja/Велики жупан Стефан Немања)
- Elsőnekkoronázott Nemanjics István szerb nagyzsupán 1196–1217, majd király 1217–1228 (szerbül: župan i kralj Stefan Prvovenčani/жупан и краљ Стефан Првовенчани)
- Radoszláv István szerb király 1228–1234 (szerbül: kralj Stefan Radoslav/краљ Стефан Радослав)
- István Ulászló szerb király 1234–1243 (szerbül: kralj Stefan Vladislav/краљ Стефан Владислав)
- I. István Uroš szerb király 1243–1276 (szerbül: kralj Stefan Uroš I/краљ Стефан Урош I)

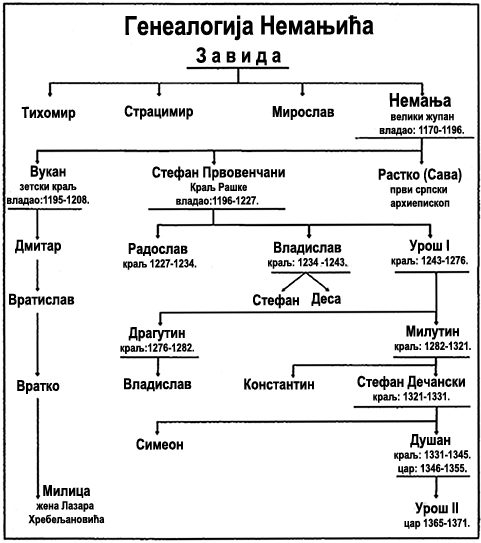
A Nemanjićok családfája (2)

- Dragutin István szerb király 1276–1282, és a Szerémség királya (szebül: kralj Stefan Dragutin/краљ Стефан Драгутин)
- István Milutin szerb király 1282–1321 (szerbül: kralj Stefan Uroš II Milutin/краљ Стефан Урош II Милутин)
- II. István Ulászló szerb király a Szerémség királya és Szerbia el nem ismert királya 1321–1325 (szerbül: kralj Vladislav II/краљ Владислав II)
- III. István Decsanszki szerb király 1321–1331 (szerbül: kralj Stefan Uroš III Dečani/краљ Стефан Урош III Дечани)
- IV. István Dusán szerb király 1331–1355 majd szerb, bolgár és görög császár 1345–1355 (szerbül: kralj i car Stefan Uroš IV Dušan/краљ и цар Стефан Урош IV Душан)
- V. (Erőtlen) István Uroš szerb császár 1355–1371 (szerbül: car Stefan Uroš V Nejaki/цар Стефан Урош V Нејаки)

### A Nemanjićok férfi oldalága
Simeon Siniša (szerb cirill írással: Симеон Синиша) III. István Uroš Decsanszki fia, édesanyja Paleolog Mária. Simeon Siniša inkább görögnek tartotta magát, mint szerbnek. Féltestvérétől,  István Dusán cártól megkapta Epiroszt, amit 1369-ig kormányzott önálló despotaként. Két fia volt, István Uroš (Stefan Uroš/Стефан Урош) és János Uroš (Jovan Uroš/Јован Урош), aki szerzetesként megalapította a Meteoroszokat és a halálával 1423-ban kihal ez az oldalág.

### A Nemanjićok női oldalága
(Először Koronázott) István szerb főispán testvérének, Vukannak az utóda Milica. Milica férje Lázár Hrebeljanović, fia pedig Lazarević István.
A Nemanjić trón örökösei:
- Hrebeljanovics Lázár (más néven: Szent Lázár cár) szerb fejedelem és cár 1371–1389 (szerbül: knez Lazar Hrebljanović ili Sveti Car Lazar/кнез Лазар Хребљановић или Свети Цар Лазар)
- Lazarević István szerb despota 1389-1427 (szerbül: despot Stefan Lazarević/деспот Стефан Лазаревић)

Lázár fejedelem lánya, Mara férjhez ment Vuk Branković főúrhoz. Utódaik lettek a törökök által szabdalt Szerbia új uralkodói.
- Brankovics György szerb despota 1427-1456 (szerbül: despot Đurađ Branković/деспот Ђурађ Бранковић)
- Brankovics Lázár szerb despota 1456–1458 (szerbül: despot Lazar Branković/деспот Лазар Бранковиђ)
- Brankovics István szerb despota 1458–1459 (szerbül: despot Stefan Branković/деспот Стефан Бранковић)

## Egyházépítő tevékenységük
- István Nemanja legkisebb fia, Rastko kolostorba vonult, ahol felvette a Száva nevet (Sava/Сава). Ő lett az első szerb érsek és a szerb nép művelője. A kolostorokat a kultúra és a művészet központjává tette. Ő a szerb nép első szentje (Szent Száva). Személyét hatalmas tisztelet övezi és számos legenda kering körülötte.
- István Nemanja szerb főispán alapította Studenica és Hilandar kolostorokat. Maga is kolostorba vonult, ahol felvette a Simeon nevet. Később szentté avatták Szent Simeon (Sveti Simeon/Свети Симеон) néven.
- (Először Koronázott) István szerb főispán s király testvérével, Szávával megalapította Žiča kolostort. Koronát a római pápától kapott 1217-ben. Apjához hasonlóan kolostorba vonult és a Simon nevet vette fel. Studenicai Szent Király (Sveti Kralj Studenački/Свети Краљ Студеначки) néven szentté avatták.
- István Radoszlav szerb király kibővítette a studenicai kolostor Boldogasszony templomát.
- István Vladiszlav szerb király a Mileševa kolostor alapítója.
- I. István Uroš szerb király nevéhez fűződik Sopoćani kolostor alapítása. Kolostorba vonult és felvette a Simon nevet.
- István Dragutin szerb király, aki Szent Ahilij templomának alapítója. Kolostorba vonulásával felvette a Teoktisztosz nevet.
- II. István Uroš Milutin szerb király összesen negyven templomot és kolostort alapított, melyek közül a legjelentősebb Gračanica kolostor. Szentté avatták Szent Milutin Királyként (Sveti Kralj Milutin/Свети Краљ Милутин)
- III. István Uroš Dečanski szerb király több templomot és kolostort alapított, melyek közül a legjelentősebb Dečani kolostor.
- IV. István Uroš Dušan szerb király, majd szerb, bolgár és görög cár a Prizren melletti Szent Arkangyal templomot alapította.
- V. (Erőtlen) Stefan Uroš szerb cár nevéhez kötődik Matejča kolostor alapítása.

## Külpolitikájuk
István Nemanja egyesítette a szerb fejedelemségeket, létrehozva Raška (magyarul: Rácország) nevű államot, amely teljes önállósággal rendelkezett. Az ország része volt a mai Montenegró teljes területe és a mai Bosznia-Hercegovina keleti része, továbbá a mai horvát tengerpart keleti területei egészen Split határáig.

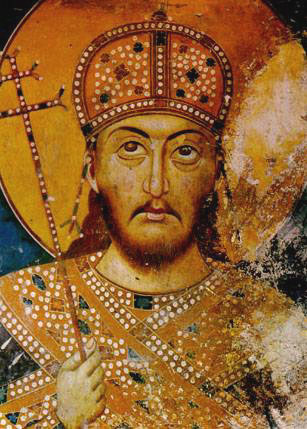
Dušan, a középkori Szerbia legnevesebb uralkodója

Radoslav Bizánc felé fordult, míg öccse Vladislav inkább Bulgáriával ápolta a kapcsolatokat. A legifjabb testvér Uroš önálló politikát folytatott, így az ország gazdaságilag fellendült. Dragutin magyar segítséggel került trónra. Később Bizánc ellen folytatott harcokat, melyekben vereséget szenved, ezért lemond hatalmáról. Milutin kibővítette az ország területét, az ő idejében lett Szerbia északi határa a Duna vonala, délen pedig meghódította Macedóniát. V. István magyar király két lányát szerb királyokhoz adta. Katalin Dragutin király, Erzsébet pedig Milutin király felesége lett. III. István Uroš Dečanski legyőzte a bolgár seregeket és ezzel megmutatta a középkori szerb állam hatalmát.
Dušan cár idején éri el a középkori Szerbia a területi, gazdasági, szellemi, jogi és katonai csúcspontja. Az ország területét háromszorosára növelte. Délen terjeszkedett, jelentős Bolgár és Bizánci területeket foglalt el. Országa déli határa a Parnasszosz hegyig és a Korinthoszi-öbölig húzódott. A keleti határt a Meszta és a Timok folyó képezték. Azonban maradtak erődök, melyeket nem sikerült elfoglalni, mint például Thesszaloniki. Dušan uralkodása alatt Szerbia három tengerparttal rendelkezett: Adriai-tenger, Jón-tenger és Égei-tenger. Dušant szerb-görög-bolgár császárrá koronázták.
Halála után a fia nem tudta erős kézzel összefogni az államot, melyben önállósodtak a kis fejedelemségek, melyek elvesztették a harcot az oszmán törökökkel szemben vagy behódoltak nekik.
Hrebeljanovics Lázár cár hősiesen harcolt és életét vesztette a rigómezei csatában 1389-ben. A törökök elfogták és lefejezték. A legenda szerint a feje fényesen ragyogott. Lázárt szentté avatták Szent Lázár cár (Sveti Car Lazar/ Свети Цар Лазар) néven.